# Jiří Bartoška

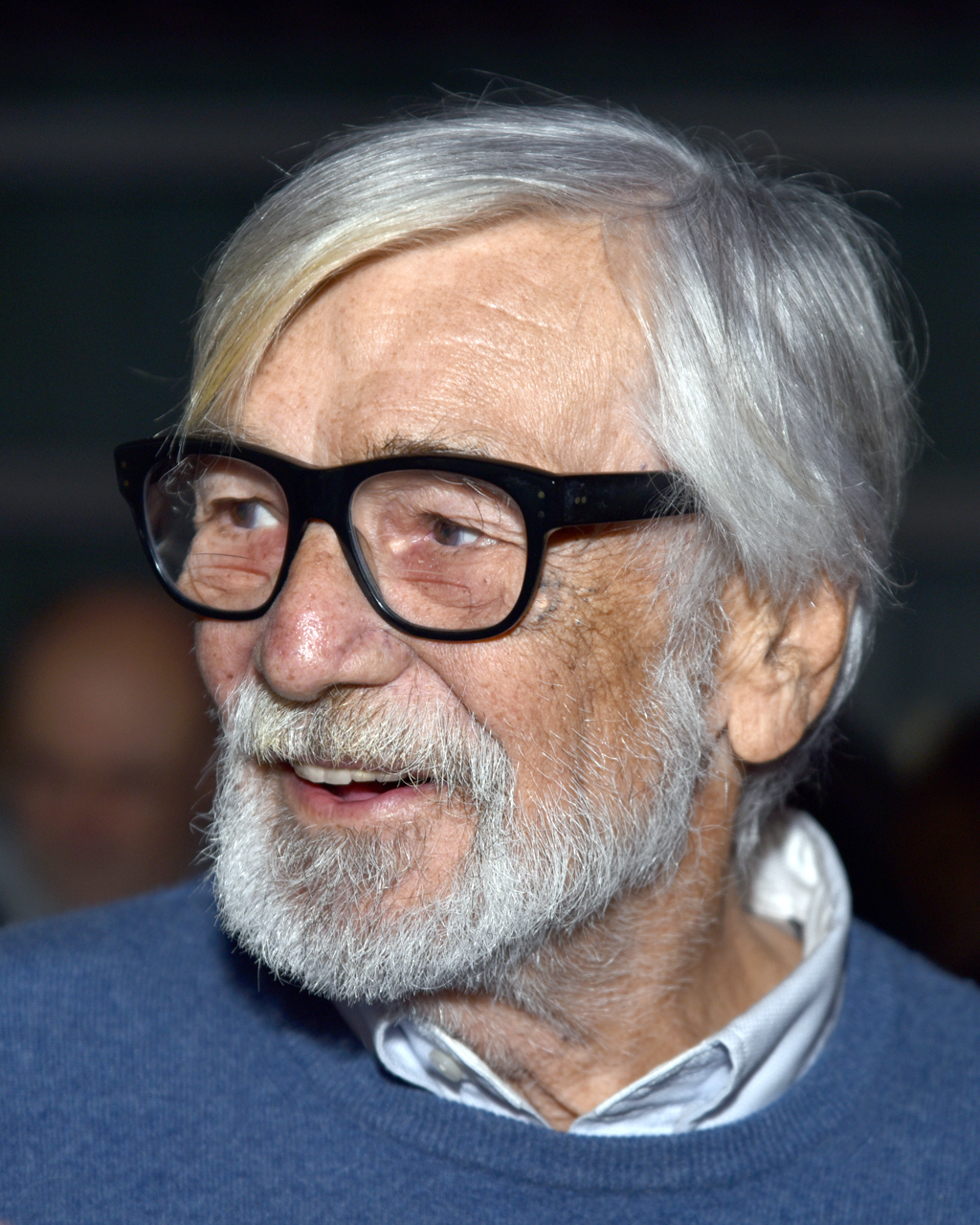
Jiří Bartoška (2024)

Jiří Bartoška (* 24. März 1947 in Děčín, Okres Děčín, Tschechoslowakei; † 8. Mai 2025 in Prag) war ein tschechischer Schauspieler.

## Leben
Bartoška verbrachte seine Jugend in Pardubice, gefolgt von einem Studium an der Janáček-Akademie in Brno. 1972 spielte er im experimentellen Theater Divadlo na provázku. Von 1973 bis 1976 folgten Auftritte im Schauspielhaus in Ústí nad Labem und an verschiedenen Prager Stadttheatern. Im Jahr 1991 verließ er das Theater Divadlo Na zábradlí, in dem er seit 1978 festes Ensemblemitglied war, und wechselte bis 1994 ins Divadlo bez zábradlí, geleitet von seinem langjährigen Freund Karel Heřmánek.
Ab 1994 war Bartoška der Präsident des Internationalen Filmfestivals Karlovy Vary.
Bartoška spielte unter der Regie von Evald Schorm Rollen in Werken von William Shakespeare, Fjodor Michailowitsch Dostojewski, Molière und Václav Havel. Als Schauspieler vor der Kamera wirkte Bartoška von 1971 bis zum Jahr 2024 in über 170 Film- und Fernsehproduktionen mit. Dem jüngeren Publikum wurde Bartoška vor allem als verschwundener Prinz Jindrich in dem Märchenfilm Der dritte Prinz (1982) bekannt, wo er an der Seite von Libuše Šafránková und Pavel Trávníček eine der Hauptrollen spielte.
Im deutschsprachigen Raum wurde Bartoška unter anderem von Dieter Bellmann, Heinz Theo Branding, Joachim Siebenschuh und Peter Zintner synchronisiert.
Bartoška war ab 1976 verheiratet und hatte mit seiner Frau eine Tochter (* 1977) und einen Sohn (* 1986). Bartoška starb am 8. Mai 2025 nach langer Krankheit im Alter von 78 Jahren.

## Filmografie (Auswahl)

### Schauspieler
- 1975: Die Entscheidung des Ingenieurs Turna (Hřiště)
- 1977: Eine Geschichte von Liebe und Ehre (Příběh lásky a cti)
- 1977: Geschichten aus der Steinzeit: Am großen Fluss (Na Veliké řece)
- 1977: Geschichten aus der Steinzeit: Der Ruf des Stammes (Volání rodu)
- 1977: Geschichten aus der Steinzeit: Die Siedlung der Raben (Osada Havranů)
- 1977: Schatten eines heißen Sommers (Stíny horkého léta)
- 1979: Die Hürde (Rosnička)
- 1979: Paragraf 224
- 1979: Rauhe Hochebene (Drsná Planina)
- 1982: Der dritte Prinz (Třetí princ)
- 1982: Bezirksverwaltung der „K“ Prag (Malý pitaval z velkého města, Fernsehserie, 1 Folge)
- 1982: Portrét
- 1983: Katapult
- 1984: Ein Haus mit tausend Gesichtern (My vsichni skolou povinní)
- 1984: Sanitka
- 1985: Der Mann am Telefon (Muž na drátě)
- 1985: Stille Freude (Tichá rados)
- 1985: Veronika
- 1986: Antonys Chance (Antonyho šance)
- 1986: Outsider
- 1987: Südpost (Južná pošta)
- 1988: Einmal hin, einmal her (Kopytem sem, kopytem tam)
- 1989: Evropa tančila valčík
- 1989: Das arme Gespenst von Canterville (Strašidlo cantervillské)
- 1990: Nur in Familienangelegenheiten (Jen o rodinných záležitostech)
- 1993: Helimadoe
- 1993: Der Salzbaron
- 1995: Der Schlüssel zum Glück (Tajomstvo šťastia)
- 1995: Alles außer Mord (Fernsehserie, 1 Folge)
- 1998: Alle meine Lieben (Všichni moji blízcí)
- 1998: Der Bastard muss sterben (Je třeba zabít Sekala)
- 1999: Die Empfängnis meines kleinen Bruders (Početí mého mladšího bratra)
- 2004: Bolero
- 2009: Du küsst wie ein Gott (Líbáš jako bůh)
- 2012: Du küsst wie ein Teufel (Líbáš jako ďábel)
- 2019: Glückliches neues Jahr (Šťastný nový rok)
- 2020: Havel
- 2021: Glückliches neues Jahr 2 (Šťastný nový rok 2)

### Als Synchronsprecher
- Terminator (1984) – Kyle Reese
- Nummer 5 lebt! (1986) – Ben Jabituya
- Die schwarze Witwe (1987) – Paul Newton

### Als Produzent
- 2001: Frühling im Herbst (Babí léto)

## Auszeichnungen
Český lev: Všichni moji blízcí (1999) als Bester Nebendarsteller